# Matthew Wearn
Matthew „Matt“ Wearn (* 30. September 1995 in Perth) ist ein australischer Segler.

## Erfolge
Matthew Wearn sicherte sich seine erste Medaille bei Weltmeisterschaften im Jahr 2012 in Brisbane, als er in der Klasse Laser Radial den zweiten Platz belegte. Im Laser folgte zunächst 2017 in Split der Gewinn der Bronzemedaille, ehe Wearn 2018 in Aarhus, 2019 in Sakaiminato und 2020 in Melbourne jeweils Vizeweltmeister wurde.
Bei den 2021 ausgetragenen Olympischen Spielen 2020 in Tokio ging Wearn in der Laserkonkurrenz an den Start, die er mit deutlichem Vorsprung gewann und somit Olympiasieger wurde. Er gewann zwei der ersten zwölf Wettfahrten und wurde drei weitere Male Zweiter, womit ihm bereits vor dem abschließenden Medal Race der Gesamtsieg nicht mehr zu nehmen war. Nachdem er in diesem Rang zwei belegt hatte, beendete er den Wettbewerb mit 53 Gesamtpunkten vor Tonči Stipanović aus Kroatien mit 82 Punkten und dem Norweger Hermann Tomasgaard mit 85 Punkten und gewann die Goldmedaille. Bei den Weltmeisterschaften 2023 in Den Haag wurde Wearn erstmals Weltmeister. Ein Jahr darauf gelang ihm in Adelaide die Titelverteidigung. Ebenfalls erfolgreich verliefen die Olympischen Spiele 2024 in Paris für Wearn. Mit 40 Punkten wurde er vor dem mit 46 Punkten zweitplatzierten Pavlos Kontides aus Zypern und dem mit 80 Punkten drittplatzierten Peruaner Stefano Peschiera zum zweiten Mal in Folge Sieger der olympischen Regatta.
Wearn, der von Michael Blackburn trainiert wird, hat zwei Geschwister. Er ist seit 2023 mit der belgischen Seglerin Emma Plasschaert verheiratet. In seiner Jugend spielte er außerdem auf höherem Niveau Australian Football.